# 东漖街道
东漖街道，是中华人民共和国广东省广州市荔湾区下辖的一个乡镇级行政单位。

## 行政区划
东漖街道下辖以下地区：
康乃馨社区、东鹏社区、东漖社区、西塱社区、芳村花园社区和芳园居社区。

## 交通

### 地铁
- █广州地铁10号线：花围站